# Imbrasia capensis
Imbrasia capensis är en fjärilsart som beskrevs av Pieter Cramer 1780. Imbrasia capensis ingår i släktet Imbrasia och familjen påfågelsspinnare. Inga underarter finns listade i Catalogue of Life.